# Eddie Condon

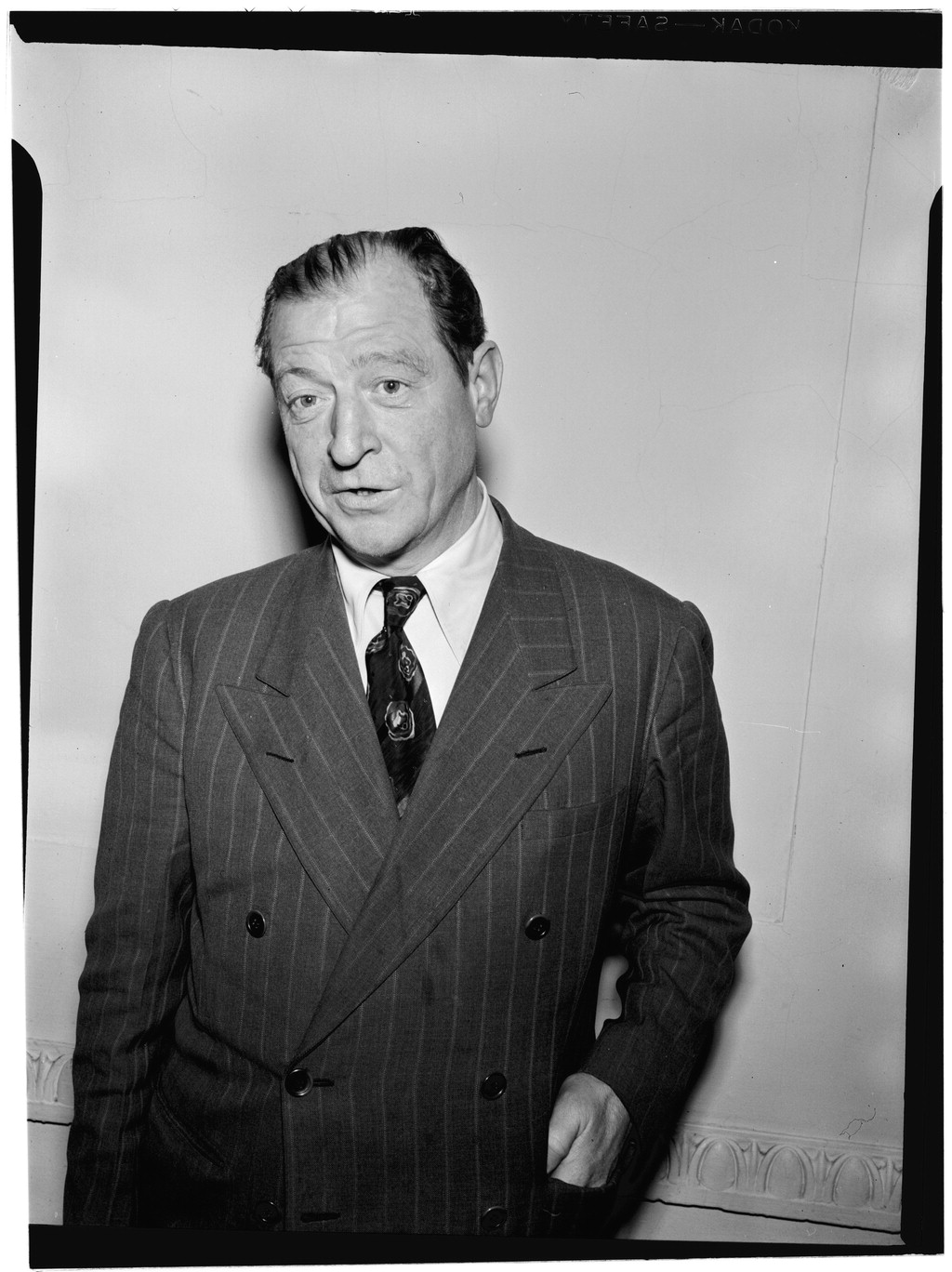
Red McKenzie, fotó: William P. Gottlieb

Eddie Condon (Goodland, 1905. november 16. – New York, 1973. augusztus 4.) amerikai bendzsós, gitáros, zenekarvezető. Zongorázott és énekelt is.

## Pályafutása
Ukulelével kezdte el a zenei pályát, aztán bendzsóra és gitárra váltott. Szülőhelyén különböző együttesekkel játszott, Chicagóba költözött, és az 1920-as évek egyik jelentős dzsesszzenésze lett. 1922-ben számos fontos chicagói zenésszel, mint például Bix Beiderbecke-kel és az Austin High School Gangel muzsikát. 1927-ben Red McKenzie-vel közösen készítette el a McKenzie/Condon Chicagoans híres felvételeit, amelyek a chicagói stílust ismertté tették.]
1928-ban New Yorkba költözött. 1929-ben lemezei készültek Louis Armstronggal és Savoy Ballroom Five-val. A Nagy gazdasági világválság idején idején megalakította a Windy City Sevent Pee Wee Russell-lel, továbbá felvételeket készített Artie Shaw-val, Bobby Hackettel és az All Star Groups-szal.
1938-ban az újonnan alakult Commodore Records zenekarvezetője lett. 1938 januárjában felvették a lemeztársaság legelső lemezét (Love Is Just Around the Corner / Ja-Da).
Eddie Condon híres lett, esténként a Nick's dzsesszklubban játszott 1942-ig; Manhattanben. Itt olyan óriasokkal zenélt együtt, mint Louis Armstrong, Mezz Mezzrow és Fats Waller. 1944-45-ben hetente rendezettek hangversenyeket a Városházán, melyeket a rádió közvetített. 1948-ban saját dzsesszműsora is volt a televízióban, 1962-ben szerepelt a Goodyear Jazz Concerten. 1945-1967 között a New York-i Eddie Condon's jazzclub tulajdonosa volt, amely teljes egészében a chicagói stílusnak szentelte magát, és értelmiségi találkozóhellyé vált. 1954-ben és 1956-ban nagy sikereket ért el a Newport Jazz Festivalon. 1957-ben és 1964-ben világkörüli turnén vett részt (Nagy-Britanniában, Ausztráliában és Japánban).
Condon 1947-ben, majd 1973-ban kiadta We Called It Music című önéletrajzát.

## Albumok
- Ringside at Condon's (1956)
- At Newport & Louis Armstrong (1956)
- Confidentially.. It's Condon (1958)
- Dixieland Dance Party (1958)
- Eddie Condon is Uptown Now! (1958)
- Tiger Rag and All That Jazz (1960)
- A Legend (Mainstream, 1965)
- The Eddie Condon Concerts (1972)
- Jazz at the New School (1972)
- The Spirit of Condon (1973)
- The Immortal Eddie Condon (1974)
- Eddie Condon in Japan (1977)
- Eddie Condon Wild, Bill Davison (Jam Session; 1980)
- Eddie Condon & His Jazz Concert Orchestra (1981)
- That Toddlin' Town (1985)
- Eddie Condon's Jazz Concerts (1988–1996)
- Dixieland Jam (1989)
- The Definitive Eddie Condon &  His Jazz Concert All-Stars Vol. 1 (1990)
- A Night With Eddie Condon (2001)
- Eddie Condon & Bud Freeman: Complete Commodore and Decca Sessions (2015)

## Filmek
- Eddie Condon az IMDb-n

## Fordítás
Ez a szócikk részben vagy egészben  a   ddie Condon című német Wikipédia-szócikk ezen változatának fordításán alapul.  Az eredeti cikk szerkesztőit annak laptörténete sorolja fel. Ez a jelzés csupán a megfogalmazás eredetét és a szerzői jogokat jelzi, nem szolgál a cikkben szereplő információk forrásmegjelöléseként.